# Reinhard Arndt
Reinhard Arndt (ur. 4 czerwca 1952 w Berlinie) – wschodnioniemiecki judoka. Olimpijczyk z Moskwy 1980, gdzie zajął trzynaste miejsce w wadze ekstralekkiej.
Uczestnik mistrzostw świata w 1979. Zdobył trzy medale na mistrzostwach Europy w latach 1978–1980 roku.

## Letnie Igrzyska Olimpijskie 1980
| Konkurencja | Rundy eliminacyjne  | Rundy eliminacyjne         | Klas. końcowa |
| Konkurencja | 1/32                | 1/16                       | Miejsce       |
| ----------- | ------------------- | -------------------------- | ------------- |
| 60 kg       | Árpád Szabó (ROU) Z | Jandżmaagijn Dordż (MGL) P | 13.           |